# Serranus huascarii
Serranus huascarii е вид бодлоперка от семейство Serranidae. Видът не е застрашен от изчезване.

## Разпространение и местообитание
Разпространен е в Гватемала, Еквадор, Колумбия, Коста Рика, Мексико, Никарагуа, Панама, Перу, Салвадор и Хондурас.
Обитава крайбрежията и скалистите дъна на морета, заливи и рифове в райони с тропически, умерен и субтропичен климат. Среща се на дълбочина от 69,5 до 73 m.